# Please Stay
Please Stay is een nummer van de Canadese rockzanger Bryan Adams uit 2017. Het verscheen een van de twee nieuwe nummers op zijn verzamelalbum Ultimate, naast "Ultimate Love". "Please Stay" is de enige van deze twee nummers die verscheen als single.
Het nummer gaat over een man wiens vrouw op het punt staat van hem te gaan scheiden, maar de man wil dit voorkomen. Het nummer werd nergens echt een grote hit. In Nederland bereikte het geen hitlijsten, in Vlaanderen haalde het de Tipparade.